# Казнёв (Воклюз)
Казнёв (фр. Caseneuve) — коммуна во французском департаменте Воклюз региона Прованс — Альпы — Лазурный Берег. Относится к кантону Апт.

## Географическое положение

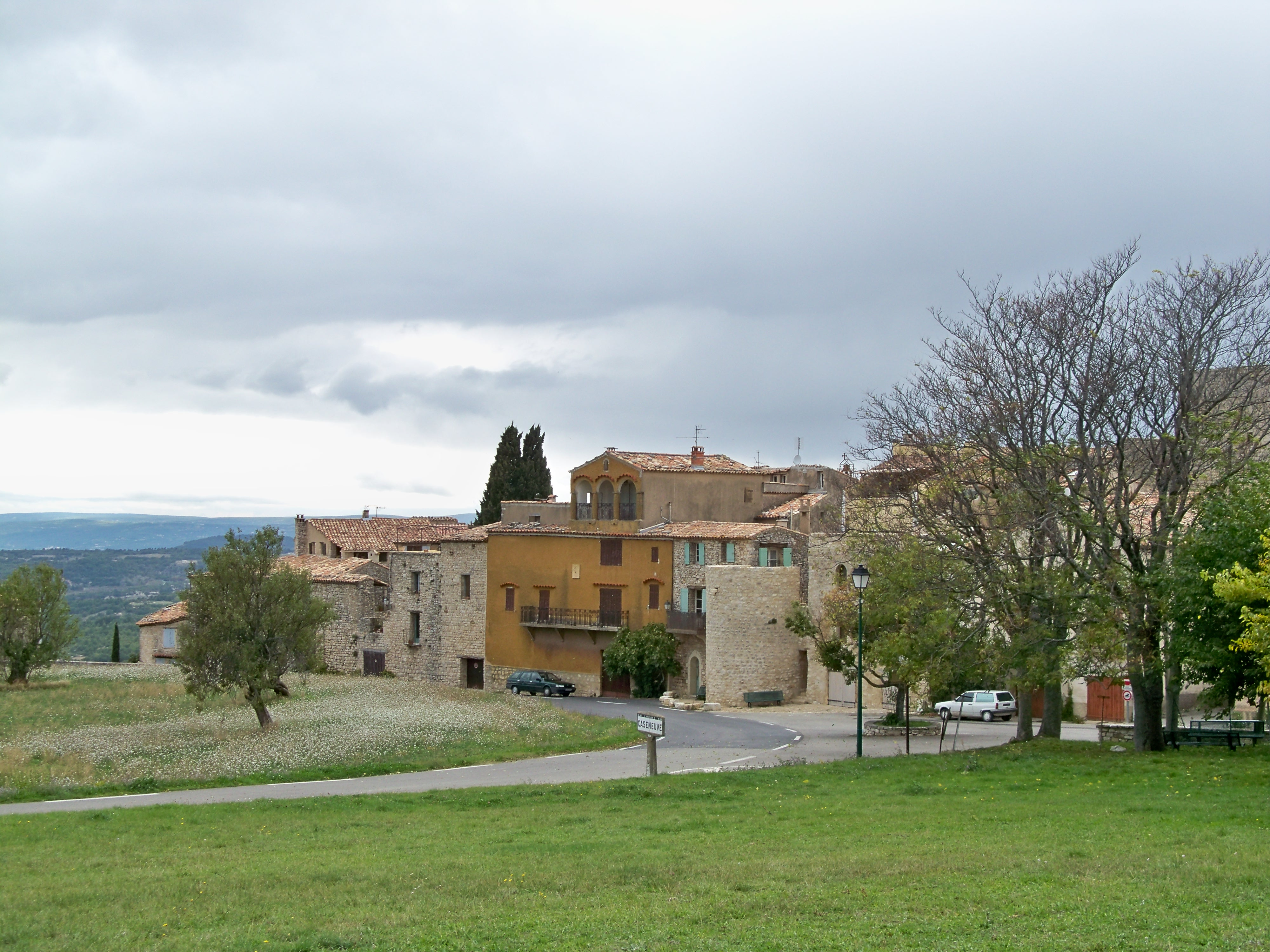
Южная окраина коммуны.

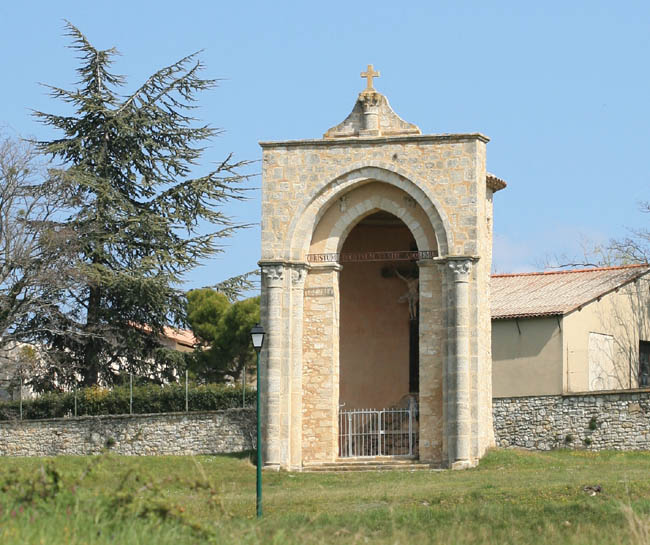
Ораторий Сен-Жан, самый большой в Провансе.

Казнёв расположен в 55 км к востоку от Авиньона и в 10 км к востоку от Апта. Соседние коммуны: Рюстрель на севере, Жиньяк на северо-востоке, Вьян на востоке, Сен-Мартен-де-Кастийон на юге, Сеньон на юго-западе, Апт на западе, Виллар на северо-западе.
Находится у северного отрога Люберона.

## Демография
Население коммуны на 2010 год составляло 448 человек.
| 1962 | 1968 | 1975 | 1982 | 1990 | 1999 | 2010 |
| ---- | ---- | ---- | ---- | ---- | ---- | ---- |
| 176  | 217  | 206  | 242  | 313  | 356  | 448  |

## Достопримечательности
- Ораторий Сен-Жан, 1830 года, памятник архитектуры. Самый крупный ораторий в Провансе.
- Приорат Нотр-Дам-де-Омад, 1103 год.
- Замок де Агуль-Симиан, XVI век.